# أم الخير البارقية
أُم الخير البارقية (الصگار) قرية تتبع إداريًا لناحية اليرموك، منطقة القامشلي، محافظة الحسكة، شمال شرق سوريا. تقع القرية إلى الجنوب الشرقي من مدينة القامشلي، وتبعد عنها نحو 52 كم، كما تبعد حوالي 20 كم عن بلدة تل حميس، وحوالي 12 كم عن الحدود السورية العراقية. اسمها القديم هو الصگار (الصقار وتعني مدرب الصقور)
يسكن القرية أبناء قبيلة طي العربية، وتُعرف بوجود محطة مياه تشتهر بجودة مياهها الطبيعية الصالحة للشرب، والتي تُعد من أفضل مصادر المياه في سوريا. كما تم إنشاء محطة مياه جديدة مؤخرًا لتغطية احتياجات القرى الواقعة في منطقة جنوب وادي الرد. تضم القرية مدرسة ابتدائية ومسجدًا .
تُنسب التسمية إلى أم الخير بنت الحريش بن سراقة البارقيّة، وهي خطيبة وفارسة مشهورة في الفصاحة والبلاغة، شاركت في حرب صفين إلى جانب الإمام علي بن أبي طالب، وقد حضرت المعركة برفقة قومها من بارق.